# Plastrón (medicina)
Un plastrón es una masa o bloque de carácter inflamatorio, formado por el adosamiento de varias vísceras entre sí.

## Diagnóstico
Se establecerá ante la existencia de antecedentes de diverticulitis aguda.

## Exámenes de diagnóstico
Se realizarán hemogramas y eritrosedimentación seriados.

## Síntomas y signos
Palpación de un tumor o empastamiento firme, irregular y doloroso en el abdomen inferior, generalmente en la fosa ilíaca derecha.

## Tratamiento
Éste será igual al de la diverticulitis aguda, durante dos semanas. Si el proceso no se elimina con este tratamiento, se practicará colostomía proximal derivativa.
Se llevará a cabo resección del segmento del colon patológico con anastomosis término-terminal, a los 2 meses - 3 meses de la eliminación del proceso. Si se sospecha malignitud se debe anticipar este período de tiempo. En un 3.er tiempo se practicará el cierre de la colostomía.